# Bengt Berg
Bengt Magnus Kristoffer Berg (* 9. Januar 1885 in Kalmar; † 31. Juli 1967 in Halltorp, heute Kommune Kalmar) war ein schwedischer Tierfotograf und Schriftsteller.

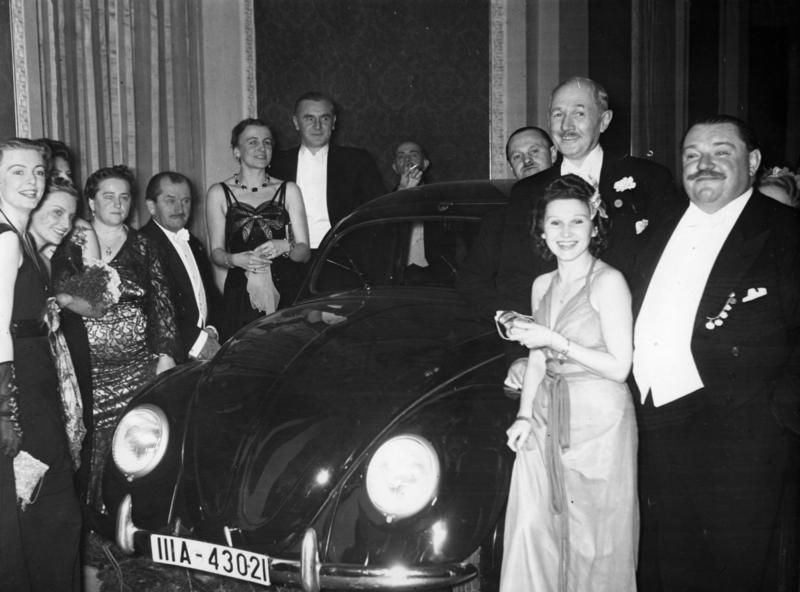
Bengt Berg (3. v. r.) bei einem Presseball 1939.

## Leben
Bengt Bergs Vater Fabian Berg war Lehrer in Kalmar. Mit 13 Jahren entdeckte Berg seine Liebe zur Natur. Da er in Naturgeschichte und Mathematik die Note ungenügend bekam, musste er die Schule verlassen. Durch Referenzen des Museumskonservators von Göteborg, Gustav Kihlen, kam Berg mit Professor Alexander Koenig in Bonn in Kontakt. Koenig ermöglichte ihm die Reise nach Deutschland. Von 1903 bis 1913 war er Koenigs Mitarbeiter, und noch heute zählt die Bengt Berg-Vogelsammlung zu den bedeutendsten Exponaten des Alexander Koenig Museums. Berg hat sich lange Zeit positiv über den Nationalsozialismus geäußert und das NS-Regime u. a. durch finanzielle Beteiligung am Winterhilfswerk aktiv unterstützt. Im Dezember 1934 wurde eine Auswahl seiner Bilder in der Hamburger Kunsthalle gezeigt. Die Universität Bonn verlieh Berg im Mai 1935 die Ehrendoktorwürde.
1910 erschien unter dem Titel Stora Sjöfallet (deutsch: Der Seefall) sein erstes Buch. Ab 1912 fotografierte er mit einer Spiegelreflexkamera die Vogelwelt seiner Heimat. Weitere Bücher mit seinen Vogelfotos erschienen, darunter 1917 Mein Freund, der Regenpfeifer (Deutsche Ausgabe 1925). So wurde Berg allmählich zu einem der bekanntesten Pioniere der Tierfotografie in Europa. In den 1920er-Jahren unternahm er erste Reisen nach Afrika, und 1928 leistete er mit seinem Buch Die letzten Adler einen wichtigen Beitrag zur Rettung der vom Aussterben bedrohten Adler in Europa. 1930 erschien sein wohl erfolgreichstes Buch Die Liebesgeschichte einer Wildgans. In den 1930er-Jahren besuchte er Asien, woraufhin Bücher über Tiger, Panzernashörner und den Himalaya entstanden.
Auf einem von ihm 1938 erworbenen Gut legte er einen Park an, den Wild- und Naturpark Eriksberg. Sein Sohn Iens Berg übernahm das Anwesen nach Bengt Bergs Tod 1967.
Auf seinen zahlreichen Reisen entstanden auch Kinofilme:
- 1925: Abu Markub, Stummfilm über Elefanten und Schuhschnäbel in Afrika.
- 1929: Die letzten Adler, ein Film über Seeadler, von Berg selbst auf Deutsch gesprochen.
- 1939: Sehnsucht nach Afrika, sechs Jungen aus Deutschland lauschen Bergs Erlebnisberichten

## Zitate
- „Die ganze Natur ist Harmonie und wir sind geschaffen, mit ihr zu harmonieren.“
- „Weil ich die Menschen kenne, liebe ich die Tiere.“

## Werke (deutsch, Auswahl)
- 1910: Der Seefall, Verlag: Albert Ahn, Bonn (Neuausgabe: 1930 unter dem Titel: Die Mutterlosen – Eine Erzählung aus Lappland, Verlag: D. Reimer, E. Vohsen, Berlin)
- 1912: Genezareth, Albert Bonnier Verlag, Stockholm und Leipzig
- 1914: Heiden. Ein Lapplandsdrama in 3 Aufzügen. Verlag: Ahn & Simrock, Berlin
- 1916: Ein Germane, Alexander Duncker Verlag, Weimar
- 1917: Mein Freund, der Regenpfeifer, D. Reimer, E. Vohsen, Berlin, 1925 (Übers. Edmund Herms)
- 1924: Abu Markub. Mit der Filmkamera unter Elefanten und Riesenstörchen, D. Reimer, E. Vohsen, Berlin, 1926 (Übers. Edmund Herms)
- 1924: Mit den Zugvögeln nach Afrika, Verlag: D. Reimer, E. Vohsen, Berlin, 1924 (Übers. Edmund Herms)
- 1927: Arizona Charleys Junge, D. Reimer, Berlin 1928
- 1928: Die letzten Adler, Verlag: D. Reimer, E. Vohsen, Berlin, 1934 (Übers. Edmund Herms)
- 1928: Tookern, der See der wilden Schwäne, Verlag: D. Reimer, E. Vohsen, Berlin
- 1930: Die seltsame Insel, Verlag: D. Reimer, E. Vohsen, Berlin
- 1930: Die Liebesgeschichte einer Wildgans, Verlag: D. Reimer, Berlin
- 1931: Der Lämmergeier im Himalaja, Verlag: D. Reimer, E. Vohsen, Berlin (Übers. Ilse Meyer-Luene)
- 1932: Wilde Schwäne in ihrer Heimat, Verlag: D. Reimer, E. Vohsen, Berlin
- 1932: Lummen, Tordalke und Teiste, Verlag: D. Reimer, E. Vohsen, Berlin
- 1932: Meine Jagd nach dem Einhorn, Rütten & Loening, 1933
- 1934: Tiger und Mensch, Verlag: D. Reimer, E. Vohsen, Berlin
- 1935: Ivar Halling und seine Liebe zu einer hässlichen Frau, Verlag: D. Reimer, Andrews & Steiner, Berlin
- 1937: Verlorenes Paradies, Verlag: D. Reimer
- 1952: Augen in der Nacht, Verlag: D. Reimer, Andrews & Steiner, Berlin
- 1955: Meine Abenteuer unter Tieren, Verlag: C. Bertelsmann, Gütersloh